# Auguste René Caillié
Auguste René Caillié (19. listopadu 1799 – 17. května 1838) byl francouzský cestovatel, který se jako první Evropan vrátil živý z města Timbuktu. Ještě před ním město navštívil britský důstojník Gordon Laing, ale při odchodu z města byl zavražděn.
René Caillié se narodil v západní Francii ve vesnici blízko přístavu Rochefort. Jeho rodiče byli chudí a zemřeli ještě, když byl mladý. V 16 letech opustil domov a přihlásil se jako člen posádky francouzské lodi plující do Saint-Louis na pobřeží Senegalu v západní Africe. Tam několik měsíců zůstal, a poté na obchodní lodi přeplul Atlantik do Guadeloupe. O dva roky později podruhé navštívil západní Afriku, když doprovázel britskou výpravu přes poušť Ferlo do Bakelu na řece Senegal.
Caillié se vrátil do Saint-Louis v roce 1824 s touhou stát se dobrodruhem a navštívit Timbuktu. Aby se vyhnul některým obtížím, kterým čelily dřívější expedice, plánoval cestovat sám v přestrojení za muslima. Přesvědčil francouzského guvernéra v Saint-Louis, aby pomohl financovat osmi měsíční pobyt s kočovnými lidmi v regionu Brakna v jižní Mauritánii, kde se naučil arabsky a zvyklostem islámu. Nepodařilo se mu získat další finanční prostředky od francouzské ani britské vlády, ale povzbuzen odměnou 9 000 franků nabízenou Société de Géographie v Paříži pro první osobu, která se vrátí s popisem Timbuktu, se rozhodl cestu financovat sám. Několik měsíců pracoval v britské kolonii Sierra Leone, aby ušetřil peníze. Poté cestoval lodí do Bokého na Rio Nuñez v moderní Guineji. Odtud v dubnu 1827 vyrazil přes západní Afriku. Do Timbuktu dorazil o rok později a zůstal tam dva týdny, než se vydal přes saharskou poušť do marockého Tangeru.
Po návratu do Francie mu byla udělena odměna 9 000 franků od Société de Géographie a za pomoci svého učence Edme-Françoise Jomarda zveřejnil zprávu o své cestě. V roce 1830 mu byla udělena Zlatá medaile od Société de Géographie.
Caillié se oženil a usadil poblíž svého rodiště. Trpěl špatným zdravotním stavem a zemřel na tuberkulózu ve věku 38 let.

## Životopis

### Mládí
René Caillié se narodil 19. listopadu 1799 ve vesnici Mauzé-sur-le-Mignon, v departementu Deux-Sèvres v západní Francii. Jeho otec, François Caillé, pracoval jako pekař, ale čtyři měsíce před narozením Reného byl obviněn z drobné krádeže a odsouzen na 12 let tvrdé práce v trestanecké kolonii v Rochefortu. Zemřel v roce 1808 ve věku 46 let. Reného matka Élizabeth rozená Lépine zemřela o tři roky později v roce 1811 ve věku 38 let. Po její smrti bylo o Reného a jeho 18letou sestru Céleste pečováno jejich babičkou z matčiny strany.

### První cesty do Afriky
Caillié odešel z domova ve věku 16 let se 60 franky, které zdědil po své babičce. Vydal se do přístavu Rochefort, 50 km od Mauzé-sur-le-Mignon na řece Charente. Tam se přihlásil jako člen posádky na Loire, francouzské zásobovací lodi, která mělo doprovázet fregatu Méduse a další dvě plavidla na cestě za účelem získání francouzské kolonie Saint-Louis od Britů podle podmínek Pařížských smluv z let 1814 a 1815. Tyto čtyři lodě opustily kotviště poblíž Ile d'Aix u ústí řeky Charente v červnu 1816. Méduse plula před Loire a ztroskotala u pobřeží dnešní Mauretánie. Několik přeživších ostatní plavidla vyzvedla. Vrak získal velkou publicitu a byl předmětem slavné olejomalby The Raft of the Medusa od Théodora Géricault. Když tři zbývající francouzské lodě dorazily do Saint-Louis, zjistily, že britský guvernér nebyl připraven předat kolonii, takže lodě pokračovaly na jih a kotvily u ostrova Gorée poblíž Dakaru. Caillié strávil několik měsíců v Dakaru, pak jen ve vesnici než se vrátil lodí do Saint-Louis. Tam se dozvěděl, že anglická výprava vedená majorem Williamem Grayem se připravuje na odchod z Gambie, aby prozkoumala vnitřek kontinentu. Caillié jim nabídl své služby a vydal se podél pobřeží se dvěma společníky. Chtěl ujít 300 km pěšky, ale zjistil, že teplo a nedostatek vody byly vyčerpávající. Upustil od svého plánu v Dakaru a místo toho využil možnost cestovat na obchodní lodi přes Atlantik do Guadeloupe.
Caillié našel zaměstnání na šest měsíců v Guadeloupe. Zatímco tam pobýval, přečetl zprávu Munga Parka o průzkumu středního Nigeru v dnešním Mali. Park byl prvním Evropanem, který dosáhl řeky Niger a navštívil města Ségou, Sansanding a Bamako. Zpráva o jeho první cestě byla zveřejněna ve francouzštině v roce 1799. Park uskutečnil druhou expedici roku 1805, ale utopil se při sestupu peřejí v Nigeru poblíž Bussy v dnešní Nigérii. Zpráva o druhé cestě byla publikována v angličtině v roce 1815.
Caillié se vrátil do francouzského Bordeaux, a poté odcestoval do Senegalu, kam dorazil na konci roku 1818. Vydal se na cestu do vnitrozemí do předkoloniálního státu Bundu, aby mohl nést zásoby pro britskou expedici, ale onemocněl horečkou a byl nucen vrátit se do Francie.
V roce 1824 se potřetí vrátil do Senegalu s touhou navštívit africké vnitrozemí. Pařížská Société de Géographie nabízela odměnu 9 000 franků prvnímu Evropanovi, který uvidí a vrátí se živý z Timbuktu. Domnívali se, že je to bohaté a podivuhodné město. Osm měsíců strávil s Maury žijícími na sever od řeky Senegal, učil se arabsky a jako konvertovaný studoval zákony a zvyky islámu. Svůj projekt dosažení Timbuktu představil guvernérovi Senegalu, ale nedostal žádnou podporu, a proto šel do Sierry Leone, kde ho britské úřady ustanovily dozorcem indigové plantáže. Poté, co ušetřil 80 £, se připojil ke karavaně do vnitrozemí. Byl oblečen jako muslim a tvrdil, že je Arabem z Egypta, který byl unesen Francouzi do Senegalu a nyní se chtěl navrátit do své domovské země.

### Cesta do Timbuktu

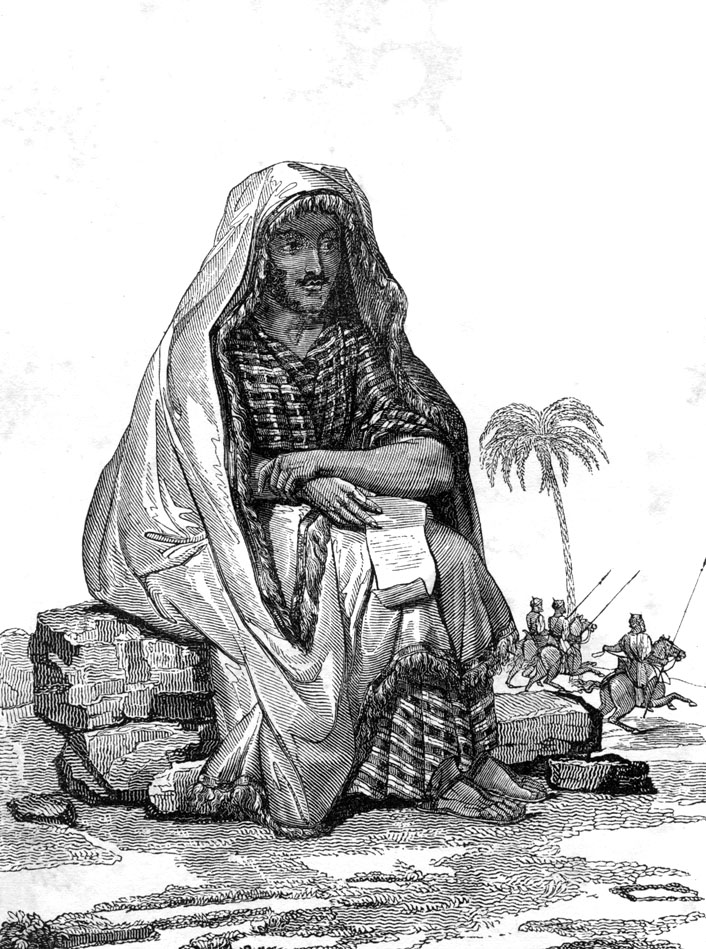
René Caillié oblečený jako arab

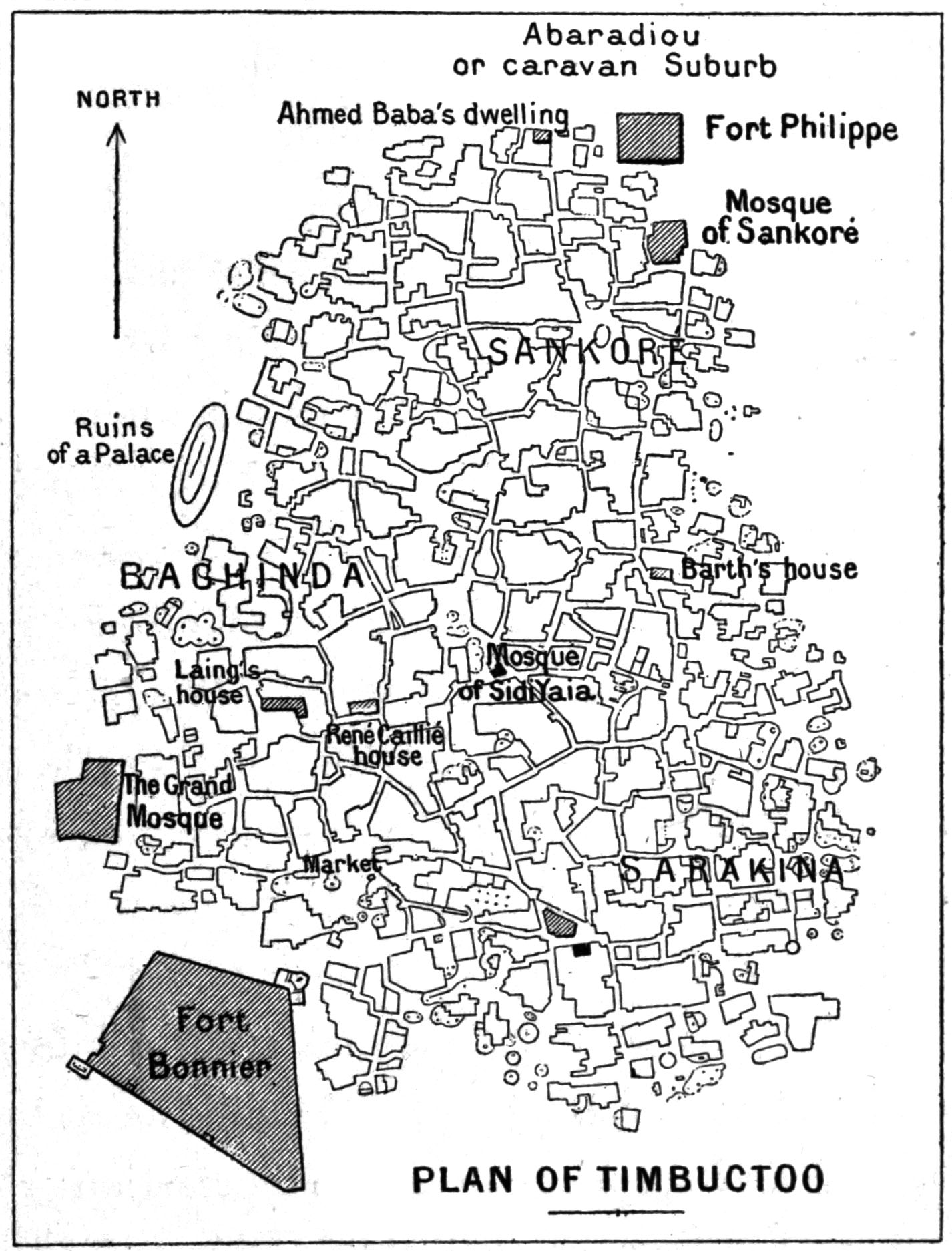
Plán Timbuktu (okolo 1896) ukazující dům, kde žil Caillié

Počínaje od Kakondy poblíž Bokého na Rio Nuñez dne 19. dubna 1827, Caillié cestoval na východ podél kopců Fouta Djallon, prošel kolem hlavních toků řeky Senegal a překročil Horní Niger v Kurusse (nyní Kouroussa).
Caillié dorazil do Kankanu v dnešní Guineji dne 17. června 1827 a cestoval s karavanou přepravující ořechy kola. Zůstal tam měsíc. Město bylo důležitým obchodním centrem s trhem pořádaným třikrát týdně. Místo toho, aby mělo město okolo sebe zeď, bylo město chráněno živými ploty. Cailliému bylo doporučeno, aby necestoval na sever podél řeky Milo, protože město Kankan bojovalo o kontrolu nad oblastí produkce zlata Bouré kolem Siguiri a řeky Tinkisso. Místo toho Caillié opustil město ve směru na Minignan na Pobřeží slonoviny. Přál si navštívit Djenné, ale chtěl se vyhnout městu Ségou na řece Niger, protože Ségou válčil s Djenným. Také se obával, že by mohl být poznán jako křesťan v Ségou, protože Mungo Park navštívil město v roce 1796.
Pokračoval na východ a dostal se na vysočinu Kong, kde ho, ve vesnici Tiémé na dnešním Pobřeží slonoviny, zdržela na pět měsíců (3. srpna 1827 - 9. ledna 1828) nemoc. V lednu 1828 pokračoval v cestě na severovýchod a dosáhl města Djenné, kde pobýval 11. – 23. března. Djenné leží 5 km severně od řeky Bani, se kterou je spojen úzkým kanálem, který je splavný pouze v období dešťů. Caillié zaměnil Bani s řekou Niger. Bani se připojuje k Nigeri 115 km pod Djenným u Mopti. Z Djenného pokračoval na cestě do Timbuktu na lodi přepravující zboží a 20 otroků. Po dvou dnech dorazili do vesnice Kouna, kde byl náklad přeložen na větší loď. Loď překročila Lac Débo, a poté sledovala východnější a menší větev řeky Bara-Issa. V rušném přístavu Sa se k nim přidalo 30 nebo 40 dalších plavidel, která také mířila do Timbuktu, protože cestování flotilou poskytovalo určitý stupeň ochrany před bandity. Dorazil do Timbuktu dne 20. dubna 1828.
Poté, co strávil čtrnáct dní v Timbuktu, opustil René Caillié město 4. května 1828. Putoval společně s karavanou 600 velbloudů směřujících na sever přes Saharu. Po šesti dnech karavana dorazila do Araouane, vesnice vzdálené 243 km severně od Timbuktu, která fungovala jako překladové místo v transsaharském obchodu. Když karavana 19. května opustila Araouane, skládala se z 1400 velbloudů a 400 mužů. Přepravovalo otroky, zlato, slonovinu, gumu, pštrosí peří, oblečení a látku. Caillié dosáhla města Fez 12. srpna.  Odtud potoval do Tangeru a zněj se vrátil fregatou do francouzského Toulonu.
Caillié předcházel v Timbuktu britský důstojník major Gordon Laing, který byl zavražděn v září 1826 při opuštění města. Caillié se jako první vrátil živý. Byl oceněn odměnou 9 000 franků nabízenou Société de Géographie prvnímu cestovateli, který získal přesné informace o Timbuktu. V roce 1830 spolu s Laingem získal zlatou medaili společnosti. Obdržel také Řád čestné legie, důchod a další vyznamenání, a na veřejné náklady jeho dílo Journal d'un voyage à Temboctou et à Jenné dans l'Afrique Centrale atd. vyšlo ve třech svazcích v roce 1830. Dalším Evropanem, který Timbuktu navštívil, byl německý průzkumník Heinrich Barth, který přijel v roce 1853.

### Smrt a odkaz
Caillié zemřel na tuberkulózu dne 17. května 1838 v La Gripperie-Saint-Symphorien v departementu Charente-Maritime, kde vlastnil sídlo L'Abadaire. Caillié je pozoruhodný svým přístupem k průzkumu. V době, kdy byly normou rozsáhlé expedice podporované vojáky a využívající černé nosiče, strávil Caillié roky učením arabštiny, studováním zvyků a islámského náboženství, než se vydal na cestu se svým společníkem a později sám, cestoval a žil jako domorodci . Jeho názor na Timbuktu byl velmi odlišný od názoru Lainga, který ho popsal jako úžasné město. Caillié uvedl, že to bylo malé, nedůležité a chudé město bez náznaku pověstného bohatství.

## Práce
- CAILLIÉ, Réné, 1830a. Description de la ville de Temboctou. Revue des deux mondes. S. 254–295. Dostupné online. (francouzsky).
- CAILLIÉ, René. Travels through Central Africa to Timbuctoo; and across the Great Desert, to Morocco, performed in the years 1824–1828 (2 Vols). London: Colburn & Bentley, 1830b.. Google books: Volume 1, Volume 2.
- CAILLIÉ, René. Journal d'un voyage à Temboctou et à Jenné, dans l'Afrique centrale ... pendant les années 1824, 1825, 1826, 1827, 1828 ... Avec une carte itinéraire, et des remarques géographiques, par M. Jomard. (3 Vols). Paris: Imprimerie Royale, 1830c. (francouzsky). Gallica: Volume 1, Volume 2, Volume 3. Google books: Volume 1, Volume 2, Volume 3.